# Beilun

Lage von Beilun im Gebiet der Stadt Ningbo

Beilun (北仑区; Pinyin: Běilún Qū) ist ein Stadtbezirk der Unterprovinzstadt Ningbo in der ostchinesischen Provinz Zhejiang.  Er hat eine Gesamtfläche von 586,7 km² und eine Bevölkerung von 829.448 Einwohnern (Stand: Zensus 2020).

## Administrative Gliederung
Auf Gemeindeebene setzt sich Beilun aus sieben Straßenvierteln, zwei Großgemeinden  und einer Gemeinde zusammen. 